# Seznam vojaških kratic
To je krovni seznam seznamov vojaških kratic oz. kratic, ki se uporabljajo v vojski/oboroženih silah, ki so bile v rabi oziroma so še.
- seznam vojaških kratic na A
- seznam vojaških kratic na B
- seznam vojaških kratic na C
- seznam vojaških kratic na Č
- seznam vojaških kratic na D
- seznam vojaških kratic na E
- seznam vojaških kratic na F
- seznam vojaških kratic na G
- seznam vojaških kratic na H
- seznam vojaških kratic na I
- seznam vojaških kratic na J
- seznam vojaških kratic na K
- seznam vojaških kratic na L
- seznam vojaških kratic na M
- seznam vojaških kratic na N
- seznam vojaških kratic na O
- seznam vojaških kratic na P
- seznam vojaških kratic na Q
- seznam vojaških kratic na R
- seznam vojaških kratic na S
- seznam vojaških kratic na Š
- seznam vojaških kratic na T
- seznam vojaških kratic na U
- seznam vojaških kratic na V
- seznam vojaških kratic na W
- seznam vojaških kratic na X
- seznam vojaških kratic na Y
- seznam vojaških kratic na Z
- seznam vojaških kratic na Ž